# Championnat de La Réunion de football 1967
Le Championnat de La Réunion de football 1967 était la 18e édition de cette compétition qui fut remportée par la SS Saint-Louisienne.

## Classement
| Rang | Équipe                    | Pts | J  | G  | N | P  | Bp | Bc | Diff |
| ---- | ------------------------- | --- | -- | -- | - | -- | -- | -- | ---- |
| 1    | SS Saint-Louisienne (T)   | 47  | 18 | 14 | 1 | 3  | 55 | 16 | +39  |
| 2    | SS Patriote               | 43  | 18 | 11 | 3 | 4  | 29 | 18 | +11  |
| 3    | US Bénédictine            | 41  | 18 | 10 | 3 | 5  | 41 | 24 | +17  |
| 4    | SS Jeanne d'Arc (C)       | 38  | 18 | 9  | 2 | 7  | 35 | 25 | +10  |
| 5    | SS Dynamo                 | 36  | 18 | 6  | 6 | 6  | 30 | 34 | -4   |
| 6    | JS Saint-Pierroise        | 34  | 18 | 6  | 4 | 8  | 38 | 39 | -1   |
| 7    | FC APEP                   | 33  | 18 | 6  | 3 | 9  | 27 | 34 | -7   |
| 8    | SS Tamponnaise            | 33  | 18 | 5  | 5 | 8  | 25 | 33 | -8   |
| 9    | Bourbon C (P)             | 30  | 18 | 5  | 2 | 11 | 29 | 57 | -28  |
| 10   | SS Cadets Saint-Louis (P) | 25  | 18 | 1  | 5 | 12 | 18 | 47 | -29  |

|  | Barrage contre le 2e de D2 |
|  | Relégation en 2e division  |

### Barrage pour la relégation
Le 9e de D1 affronte le second de deuxième division pour une place en D1, la saison suivante.
- Bourbon C (D1) 0–2 SS Excelsior (D2)

Le Bourbon C descend en D2, le SS Excelsior monte en D1.